# Kahlenberg (Wutha-Farnroda)
Kahlenberg is een kleine nederzetting in de Duitse gemeente Wutha-Farnroda in  Thüringen. De gemeente maakt deel uit van het Wartburgkreis.  De plaats wordt voor het eerst genoemd in een oorkonde uit 1133. In 1994 werd Kahlenberg samengevoegd met Wutha-Farnroda.